# 필름 게이지
필름 게이지(Film gauge)란 필름 스톡(영화 필름)의 물리적 특성의 하나이다. 필름 스톡의 너비를 뜻한다. 일반적으로, 8mm 필름, 16mm 필름, 35mm 필름, 65/70mm 필름이 많이 사용되고 있다. (65/70mm의 경우 보통 65 mm 필름으로 영화를 찍음 다음 70 mm 필름으로 배급한다.)

## 역사
이외에도, 다양한 종류의 필름 게이지가 예전에는 쓰였다. 특히 무성영화 시절에는 9.5mm 필름 등 여러 가지의 필름 게이지가 쓰였다. 

## 같이 보기
- 필름 포맷 – 사람들은 필름 게이지와 필름 포맷을 혼동하기도 한다. 필름 게이지는 필름 포맷의 한 구성요소이다. 필름 포맷은 필름 게이지 외에도 영상 표준이라든지, 화면 비율, 프로젝선 표준 등을 포함한다.